# 科魯納 (印第安納州)
科魯納（英語：Corunna）是一個位於美國印第安納州迪卡爾布縣的城鎮。

## 地理
科魯納的座標為41°26′12″N 85°08′46″W / 41.43667°N 85.14611°W，而該地的平均海拔高度為297米（即974英尺）。

## 人口
根據2010年美國人口普查的數據，科魯納的面積為0.46平方千米，當中陸地面積為0.46平方千米，而水域面積為0.00平方千米。當地共有人口254人，而人口密度為每平方千米552人。